# Samsø kommun
Samsø kommun är en kommun i Region Mittjylland i Danmark. Kommunen, som består av ön Samsø och några kringliggande småöar, har drygt 4 221 invånare och en yta på 114,26 km².